# Río Chico (Venezuela)
Río Chico è una città venezuelana della municipalità di  Páez nello stato di Miranda. Fu fondata nel 1791. Già centro per la produzione di cacao, vive oggi prevalentemente di turismo.